# Andouillé-Neuville
Andouillé-Neuville település Franciaországban, Ille-et-Vilaine megyében. Lakosainak száma 1006 fő (2022. január 1.). Andouillé-Neuville Aubigné, Feins, Gahard, Saint-Aubin-d’Aubigné, Saint-Médard-sur-Ille és Sens-de-Bretagne községekkel határos.

## Népesség
A település népességének változása:
| Lakosok száma | 428  | 365  | 423  | 691  | 837  | 860  | 886  | 946  | 976  | 1006 |
|               | 1968 | 1982 | 1990 | 2006 | 2013 | 2015 | 2017 | 2019 | 2020 | 2022 |